# ヘンリー・ベネディクト・ステュアート
ヘンリー・ベネディクト・マリア・クレメント・トマス・フランシス・ザヴィア・ステュアート（英語: Henry Benedict Maria Clement Thomas Francis Xavier Stuart, 1725年3月11日 - 1807年7月13日）は、ジャコバイトの主張したイングランドおよびスコットランドの王位継承者。ジャコバイトによって「イングランドとアイルランドの王ヘンリー9世およびスコットランドの王ヘンリー」と呼ばれるが、自身ではヨーク枢機卿公（Cardinal-Duke of York）と称した。
父ジェームズ老僭王や兄チャールズ若僭王と異なり、王位奪還のための活動を行わず、教皇領でカトリック教会の聖職者（枢機卿）として一生を終えた。イタリア語名はエンリコ・ベネデット・ストゥアルト（Enrico Benedetto Stuart）。

## 生涯
イングランド王ジェームズ2世の息子ジェームズ老僭王と、ポーランド王ヤン3世ソビエスキの孫娘マリア・クレメンティナ・ソビエスカの間に次男として、父が亡命していたローマで生まれた。ヘンリーはその日のうちにローマ教皇ベネディクトゥス13世によって洗礼され（ベネディクトの名は教皇にちなむ）、同年父によってヨーク公に叙された。
1789年にフランス革命が勃発すると、ヘンリーはフランス王からの援助を失って窮地に立たされた。これを見かねたイギリスの駐ヴェネツィア公使は、ヘンリーに対して年金を支払うようジョージ3世に掛け合い、ヘンリーは4000ポンドの年金を受け取った。イギリス政府はこれを純粋な慈善行為としていたが、ヘンリーやジャコバイトは、イギリス政府が返還すると約束していた祖母メアリー・オブ・モデナの結婚持参金の分割払いと見なしていた。
1807年7月13日にフラスカーティで82歳で死去した。遺体は両親や兄と同じくバチカンのサン・ピエトロ大聖堂に葬られている。ヘンリーの死によってステュアート家の嫡子孫は絶え、ジャコバイトの主張する王位は、チャールズ1世の娘ヘンリエッタ・アンの血を引く遠戚のサルデーニャ王カルロ・エマヌエーレ4世やその子孫へと継承されたが、彼らが実際にイングランドとスコットランドの王位を請求することはなかった。

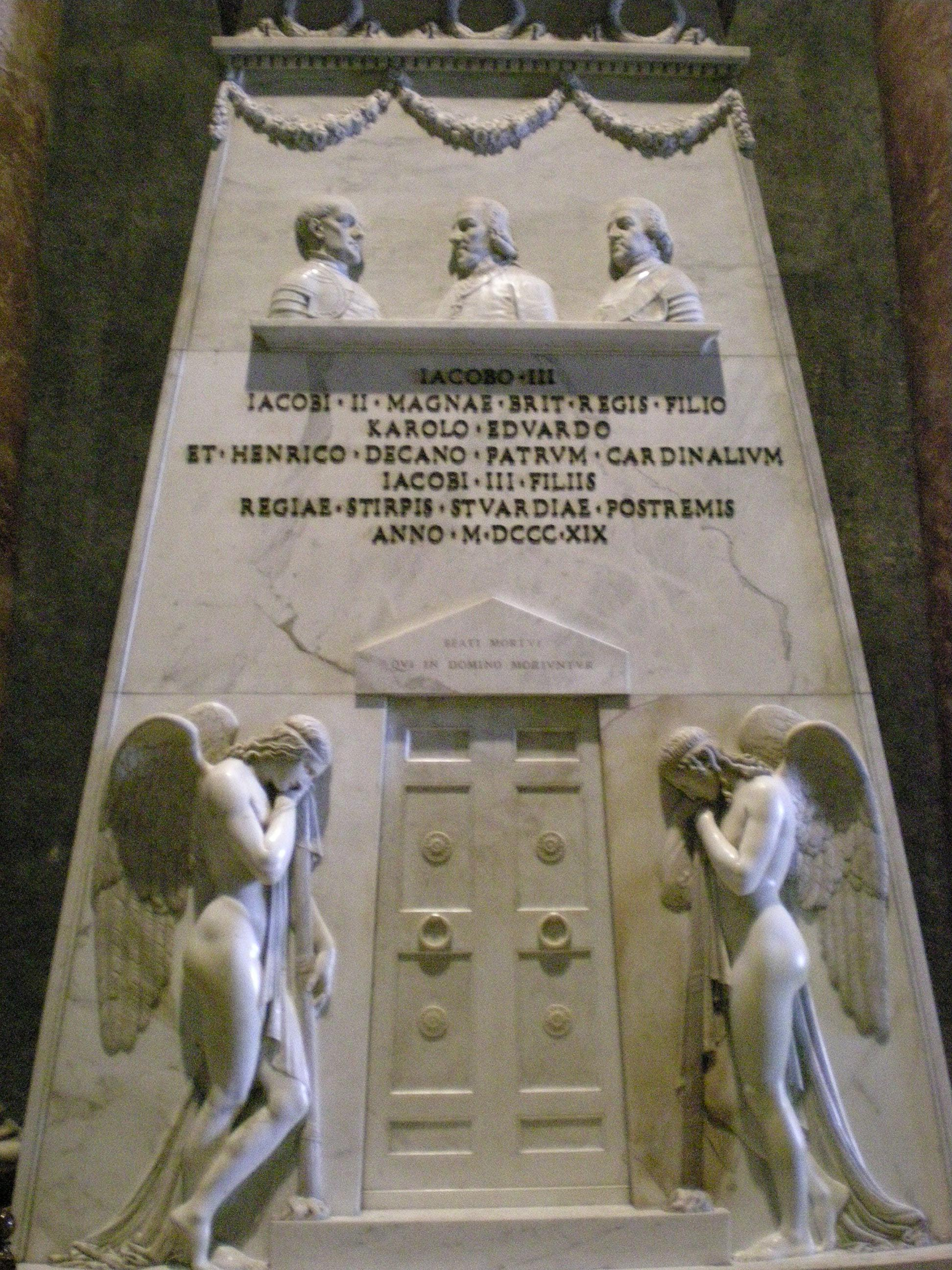
サン・ピエトロ大聖堂のステュアート家3人の廟

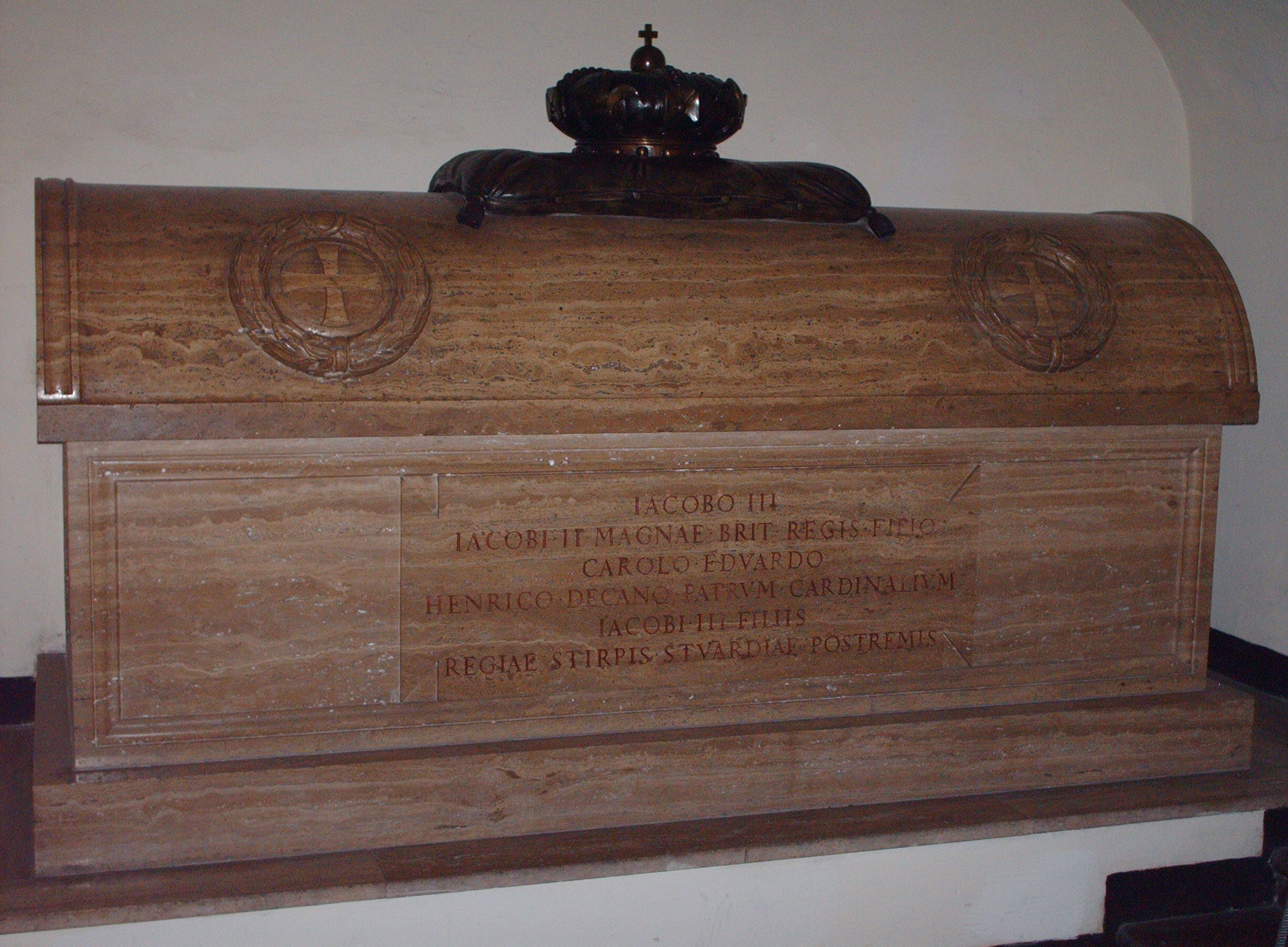
ステュアート家3人の棺